# Sant Joan de les Torres
Sant Joan de les Torres és una església de Pujalt (Anoia) inclosa a l'Inventari del Patrimoni Arquitectònic de Catalunya.

## Descripció
És un edifici rectangular d'una sola nau, construït tot ell en pedra de bon carreu. Té un airós campanar d'espadanya, amb la sagristia afegida sota seu, la qual cosa obliga a obrir un portal a l'altre extrem. L'edifici actual és fruit de la reedificació que es va fer l'any 1428, aprofitant algun mur de l'església antiga, de la qual es conserva ponent i arrencament de l'arc existent ja el 1329. Adossada al mur de migdia hi ha l'antiga casa dels ermitans, que ara està mig en ruïnes.